# 絕地救援 (電視劇)
《絕地救援》（英語：Chris Ryan's Strike Back，或稱作）是一部由六集組成、於天空第一台播出的英國電視劇。該劇改編自小說家和前空降特勤隊（SAS）士兵克里斯·萊恩的同名小說，同時也是《勇者逆襲》的第一季，由左岸影視製作。該劇由李察·阿米塔吉和安德魯·林肯頭銜主演，其他主演包括尤拉·布萊蒂、尚恩·帕克斯、科林·薩蒙和喬迪·梅；而客串演員則包括了托比·斯蒂芬斯、艾文·布萊納、達佛·利阿比丁和亞歷山大·希迪格。該劇主要描述於英國國防情報組（DI）的「第20小隊」部門，該部門常在全球各地執行各種高風險任務。
《絕地救援》花費了數百萬英鎊的預算，並在南非取景拍攝，特別是在豪登省。克里斯·萊恩在當中擔任了系列顧問。《絕地救援》的前兩集於2010年5月5日播出。首集在英國根據非官方的統計，其觀眾接近40萬名，後根據廣播受眾研究會的統計，首集的實際觀眾超過了100萬，並獲得了普遍好評；大多稱讚它是稱職「英國動作系列」，並擁有著《終極警探》風格的刺激，但也有人批評這是「可悲的男性幻想。」其DVD和藍光光碟於2010年6月7日在英國發行。
由於該季度的成功，使得天空第一台和美國頻道Cinemax合力製作了第二季，並改名為《勇者逆襲》（Strike Back）和增加至10集，於2011年8月首播；在此後的第三季、第四季和第五季也同由10集組成。
該季度在臺灣並非記作《勇者逆襲》的第一季，而是被獨立稱作《絕地救援：第一季》。

## 集數
| 集數 | 標題   | 導演            | 編劇                      | 美國首播日期   | 美國收視 （百萬） | 英國首播日期  | 英國收視人數 （百萬） |
| ---- | ------ | --------------- | ------------------------- | -------------- | ----------------- | ------------- | --------------------- |
| 1    | 第一集 | 丹尼爾·珀西瓦里 | 傑德·梅里庫歐             | 2013年10月25日 | 0.259             | 2010年5月5日  | 1.008                 |
| 2    | 第二集 | 丹尼爾·珀西瓦里 | 傑德·梅里庫歐             | 2013年11月1日  | N/A               | 2010年5月5日  | 0.803                 |
| 3    | 第三集 | 丹尼爾·珀西瓦里 | 傑德·梅里庫歐 & 艾倫·懷廷 | 2013年11月8日  | N/A               | 2010年5月12日 | 0.857                 |
| 4    | 第四集 | 丹尼爾·珀西瓦里 | 傑德·梅里庫歐 & 艾倫·懷廷 | 2013年11月15日 | N/A               | 2010年5月12日 | 0.764                 |
| 5    | 第五集 | 愛德華·哈爾     | 羅伯特·墨菲               | 2013年11月22日 | N/A               | 2010年5月19日 | 0.890                 |
| 6    | 第六集 | 愛德華·哈爾     | 羅伯特·墨菲               | 2013年11月29日 | N/A               | 2010年5月19日 | 0.872                 |

## 演員和角色

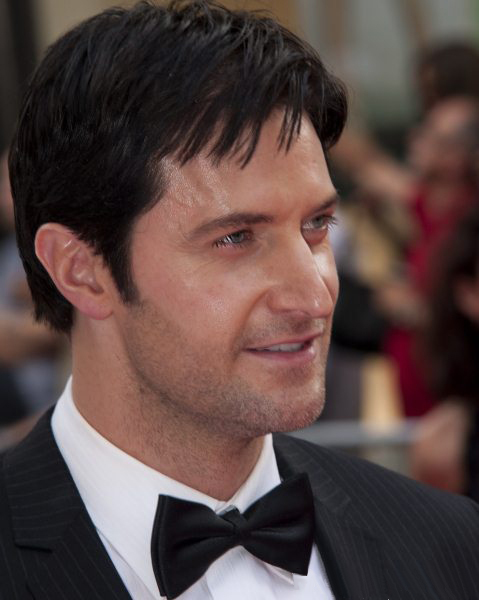
李察·阿米塔吉在劇中飾演主角約翰·波特

- 李察·阿米塔吉 飾 約翰·波特

前空降特勤隊（SAS）士兵。起初與SAS一起服役，直到他在伊拉克戰爭前夕的救援行動中饒過了一名敵方男孩的性命後，因我隊失去兩名士兵，使自己為了負責而辭職。七年後，他被第20小隊徵召。他的妻子為黛安，並有一名女兒亞歷山卓。阿米塔吉描述波特是個「破損的英雄」和「有著某種效果更快的毒品，有點像是盧卡斯·諾斯那樣。」為了適應這一角色，阿米塔吉不得不「增強自己的角色」，並在英國進行了大約十週的訓練，然後飛往約翰尼斯堡拍攝《英國刑警組》第八季；拍完的第二天，他進行了更多的訓練。他受過「如何拿槍、怎樣能穿過一扇門，而不讓你的頭被爆掉。」阿米塔吉在過去從未進行過如此艱難的培訓；他說，「拍攝《英國刑警組》的要求很高的，但這身軀對《勇者逆襲》來說仍不夠。」阿米塔吉大部分特技都是自己親自上陣的。
- 安德魯·林肯 飾 休·卡林森

前英軍士兵，在伊拉克戰爭中被調到波特帶領的小隊與SAS合作。後來成為了第20小隊的負責人。林肯認為該劇是一個「偉大的故事」，所以他才會簽約出演該角，且該角是「對書中完全重寫」。林肯的武術教練曾表示，他是曾和自己合作的對象中最具才能的。
- 尤拉·布萊蒂（英语：Orla Brady） 飾 凱蒂·達特茅斯

英國戰地記者，被伊拉克恐怖組織「伊斯蘭之劍」綁架於巴斯拉。為了詮釋達特茅斯，布萊蒂以真實BBC戰地記者歐拉·蓋蘭作為自己的靈感來源。拍攝達特茅斯的場景時，劇組找來了一名戴著假髮的男性來完成其特技。工作人員每天早上都會在布萊蒂的頭髮上加上污垢。布萊蒂表示，她喜歡玩極限，並認為達特茅斯與她在《情婦》飾演的西沃恩·迪隆一角相比較是「長大了」。
- 雪莉·康恩（英语：Shelley Conn） 飾 丹妮·普倫迪維爾

第20小隊的官員，波特入隊後與她發生了曖昧關係。她之所以簽約演出是因為「認為該劇本的概念非常聰明，一旦聽說能參與，我便立刻報名。」在研究其角色時，康恩的父親和叔叔在英國陸軍中都有其軍事背景，這使自己對其軍事生活有著基本的瞭解。
- 科林·薩蒙 飾 詹姆士·米德爾頓

英國政府和國防部間的辦事公務員。薩蒙以前曾在《魔女》與天空第一台合作。他之所以會被這角色吸引是因為劇本「一頁版面式的，這很罕見。可愛的是坐下來開始閱讀後就停不下來，因為你必須知道接下來會發生什麼事情」，以及「聽到誰會參與這個項目。」由於是王子信托基金會的成員，因此他藉這機會在索維托參觀基金會的一些事物，同時也在進行該劇的拍攝。
- 喬迪·梅 飾 蕾拉·湯普森中尉

第20小隊的軍事情報專員。最初她對波特感到不滿，但在對卡林森感到不信任後，開始對波特釋懷。梅將湯普森描述為「令人難以置信的富有挑戰性、自信和雄心勃勃的女性在男性主導的領域工作中爬上了巔峰。」她因獲得左岸影視的安迪·哈里斯之賞識而被投入該劇的演出。梅對她的角色進行一些研究、閱讀，並與了解相關領域的人交談。
第一季亦有多名演員客串，其中包括妮可拉·史蒂芬森（黛安·波特）、勞拉·格林伍德（亞歷山卓·波特）、費爾·穆罕默德·阿里（阿薩德）、達佛·利阿比丁（哈基姆·艾爾·納扎里）、尚恩·帕克斯（費利克斯·馬蘇庫）、艾文·布萊納（傑拉德·巴克斯特）、大衛·哈雷伍德（修瑪上校）、托比·斯蒂芬斯（法蘭克·阿靈頓）和亞歷山大·希迪格（扎希爾·沙爾克）。

## 製作

### 發展
《絕地救援》的靈感最初是來自執行製片人安迪·哈里斯在度假的機場中發現了的《勇者逆襲》小說。但他在回英國前，都從未閱讀過它，而是向天空第一台的戲劇負責人伊蓮恩·派克推薦改編成影視作品。派克和哈里斯都很有興趣將該書改編成電視劇。據派克的說法，它被計劃拍攝成高畫質。基於先前改編泰瑞·普萊契的《碟形世界》之成功，天空第一台以1000萬英鎊的承諾來計劃將該小說改編成原創劇本的電視劇。
哈里斯說，他「很有興趣在英國開發一部紮實的動作系列，因為這是我們不常做的事，但我們沒有不該做的理由。」主演李察·阿米塔吉稱該劇是「雄心勃勃的電視項目。但優點是這三部連接在一起的電影，使你可透過所有劇集來獲得一個非常有趣的角色。美國的電視正勇敢地步入這一領域。」前SAS士兵和原作小說家克里斯·萊恩將擔任該劇的顧問和劇本顧問。萊恩說，「當你製作一本小說，就像是一個小孩，看到它放在銀幕上，開放給更廣大的觀眾。我現在把自己當作一個講故事的人，並將這在紙上講述這個故事放在銀幕上是莫大的榮幸。」

### 前期製作
因《絕地救援》是一部軍事劇，所以製作團隊將大量的熱兵器投入拍攝，包括佩槍、突擊步槍和狙擊步槍，以及火箭推進榴彈、手榴彈和其他爆炸物。演員最初是攜帶著仿武器的重物來訓練，這使得他們能習慣在拍攝中攜帶它們。後來，他們被教導如何正確的使用這些武器，包括如何拆卸和重新組裝，以及開火和裝彈。儘管使用的是橡膠彈，但有時會給一些背景角色重複使用。劇組也請來了三名前SAS士兵來給演員們進行武器和戰術的訓練，並隨時監督演員們在拍攝期間所攜帶的武器。

### 拍攝
主要攝影於2009年8月開始，並在同年底結束。該劇主要都是在南非的約翰尼斯堡地區和豪登省拍攝。其他拍攝地點包括北開普省的奧赫拉比斯瀑布國家公園與喀拉哈里沙漠。哈里斯想在南非拍電影，因為他過去曾在那工作過多次，並知道該國能複製世界上的任何地方。
拍攝最大的問題之一是對其所造成的環境影響，尤其是爆破戲。外聯製片雅科·伊斯帕奇常與特效隊協調能否使用更環保的方法來完成。為了拍攝射擊熱兵器和爆裂物的場景，劇組人員常與其地主談判，並事先告知所有鄰近的警察局和醫院；並在提前一週將傳單發至拍攝地點，而在機場的場景中，劇組也會事先告知當地的航空局。第一集開場的動作戲就花了五天拍攝，並在約翰尼斯堡約維爾的郊區拍攝。當劇組在喀拉哈里的場景拍攝時，由於有毒的斑蛇在該地區出沒而暫時停止其工作。直到降雨量降低、人員掃蕩和整理過該地區後，其拍攝工作繼續開始。

## 反響

### 發行和收視
《絕地救援》於2010年5月5日至19日在英國播出了兩集。英國廣播公司商業分支則收購了首季的國際發行權。第一集和第二集的觀看次數分別為39萬8000和37萬，觀眾人數則分別為1.7%和2.1%；這兩集也是天空第一台在前三個月平均觀眾量的兩倍，以及排於英國廣播公司第四台的《海漂蒂莫西斯波》和天空體育台的足球比賽後第三名的非本土電視劇。第三集和第四集的隔夜數字下降到33萬7000和29萬4000，觀眾人數則分別為1.4%和1.5%。最後一集的隔夜觀看人數為38萬6000，觀眾人數則分別為1.7%和2.3%。
《絕地救援》於2010年6月7日在英國發行DVD和藍光光碟。該影碟由2 Entertain發行，當中包含六集劇集、採訪和幕後花絮。

### 評價
《絕地救援》整體的評價以正面居多。《GQ》的麥可·康羅伊將《勇者逆襲》評為「優秀攝影、演員們的表演和令人驚喜的全球視野，使兩名前英國SAS士兵的故事是一個徹底愉快的動作嬉鬧」，而將其列為「編輯推薦」。康羅伊還將該劇拿來和電影《關鍵指令》、電視劇《太平洋戰爭》和電子遊戲《決勝時刻》作比較。《Metro》的凱斯·華森將該劇稱為「具備《終極警探》的英國動作系列-每一處都會使人興奮起來。」華森也對阿米塔吉的表現表示讚賞，稱其為「完美的角色」和「英國劇中的一次，動作場景觸及到一些適當的本質。」《每日電訊報》的約翰·普雷斯頓說，《絕地救援》是「一件漂亮的事物，丹尼爾·珀西瓦里的精心執導、傑德·梅里庫歐具有相當銳利的劇本和動作編排。」
《IndieLondon》的傑克·福利給了第一集四星的評價（滿分五星），表示「儘管其政治和劇本有時被證明是可笑的、也是天真的，但這已令觀看的人感到興奮。」《鏡報》的珍·賽門對於前兩集表示，在演員們之間「有足夠的震驚和敬畏，讓你很高興他們以雙人的方式來展現這一點。」《The Arts Desk》的傑拉德·吉爾伯特認為，《絕地救援》和《英國刑警組》（阿米塔吉的其他演出）比起來顯得輕薄，儘管「沒有不令人興奮」，但吉爾伯特仍不覺得該劇有趣。《蘇格蘭人報》的安德烈·穆蘭尼對於演員的塑造表示肯定，以及原創小說中故事情節的變更，雖然這劇是針對不想看那些畫面比油漆還乾的古裝戲之觀眾。《金融時報》的約翰·勞埃德也將它和《路德探長》與《督察員劉易斯》作對比，稱《絕地救援》有著「緊張的局勢」、「龐德般良好的對話」，並認為其故事線比《英國刑警組》還來得真實。勞埃德還稱讚阿米塔吉是「電視上最好的動作角色之一。」
《衛報》和《獨立報》對該劇都分別發表了兩篇評論，且評價皆褒貶不一。《衛報》的山姆·沃拉斯頓儘管對前兩集表示欣賞，但稱其為「可悲的男性幻想。」同為《衛報》的安德魯·安東尼表示，「前兩集沒有一個場景超過了25秒，在沒有情節訊息的部分是不言而喻的。對話是接近於純粹的說明，偶爾笨拙的大男人主義線以達到戲劇性的氣氛。表演、不說話，即是編劇大師所要表達的。這就是節目及傳達。」《獨立報》的湯姆·薩克利夫表示，那些喜歡爆炸和《英國刑警組》的人可能會喜歡該劇的類似運作。同為《獨立報》的萊安諾·哈里斯所給的評價多為負面，他認為《絕地救援》「幾乎在所有方面都是一部可怕的電視劇」，儘管有一部分是哈里斯喜歡的，但他更推薦《路德探長》。

## 外部連結
- Strike Back （页面存档备份，存于）於Sky1上
- 互联网电影数据库（IMDb）上《Strike Back》的资料（英文）